# Who's Nailin' Paylin?
Who's Nailin' Paylin? ('Vem sätter på Paylin?') är en amerikansk satirisk pornografisk film från 2008, producerad av Hustler. Filmen är en satir och parodi på kända amerikanska politiker och kändisar – främst Sarah Palin men också Hillary Clinton, Condoleezza Rice, Todd Palin och Bill O'Reilly. I huvudrollen som "Serre Paylin" ses Lisa Ann.
Filmen regisserades av Jerome Tanner och i huvudrollerna ses Lisa Ann, Nina Hartley och Jada Fire. Filmen släpptes på DVD den 4 november 2008, dagen för presidentvalet.